# Roques Agudes
Les Roques Agudes és una muntanya de 1.828 metres que es troba al municipi de les Valls d'Aguilar, a la comarca de l'Alt Urgell.